# Tátravidék
Tátravidék – węgierskie czasopismo, ukazujące się w latach 1908–1918 w Popradzie. Jako wydawca figurowało Poprádi Közművelődési és Jótékonysági Társaság (Popradzkie Towarzystwo Kultury Publicznej i Dobroczynności), później osoby prywatne.
Początkowo wychodziło dwa razy w tygodniu (w niedzielę i czwartek) z podtytułem Politikai hetilap. Megjelenik minden vasárnap és csütőrtőkőn („Tygodnik polityczny. Pojawia się w każdą niedzielę i czwartek”), następnie jako tygodnik z podtytułem Társadalmi, szépirodalmi és közgazdasági hetilap („Tygodnik społeczno-literacki i gospodarczy”), a następnie Közgazdasági, társadalmi és fürdőügyi hetilap („Tygodnik ekonomiczny, społeczny i uzdrowiskowy”). Drukowane było na 4–6 stronach małego formatu, w układzie trójkolumnowym.
Nie należy go mylić z wydawanym wcześniej (1883–1885) w Nowym Smokowcu czasopismem „Tátra-Vidék”.